# 鉱物カフェ
鉱物カフェ（こうぶつカフェ）は、コンセプトを持つ複合カフェの一種。美しい鉱物や宝石を展示または販売し、その中で飲食を楽しむ飲食店である。

## 概要
鉱物コレクターだけでなく、鉱物に関する知識があまりない客も気軽に楽しむことを目的としている。店内の鉱物の展示は教育的な要素も持ち合わせており、自然の美しさや、地球科学のうち特に鉱物学について学ぶ機会を提供する。
鉱物学を学ぶことができる店もあれば、パワーストーンやスピリチュアルの店、モチーフやインテリアのみに鉱物を使用している店、ジュエリーを取り扱う店もあるが、天然石や鉱物をコンセプトにしている点は一致する。

## 特徴
- 展示と販売：店内には様々な鉱物や宝石が展示されており、購入できるものもある[1]。
- ワークショップ：鉱物の知識を深めるためのワークショップや講座が開催される[2]。
- 観察エリア：顕微鏡やルーペ、紫外線ライトなどを使って、細部まで鉱物を観察できる[3]。
- 飲食メニュー：鉱物をテーマにした食事やドリンクが提供される[4]。
- コミュニティ：知的好奇心のある人々の交流の場として機能する[5]。